# Eve Mayfair
Eve Mayfair (tên khai sinh Anastasia Mendez, sinh ngày 14 tháng 10 1980) là một nữ diễn viên diễn phim khiêu dâm người Mỹ. Cô sinh tại San Francisco, California.